# 島原市立三会中学校
島原市立三会中学校（しまばらしりつ みえちゅうがっこう）は、長崎県島原市下宮町にある公立中学校。略称「三会中」（みえちゅう）。

## 概要
歴史
1947年（昭和22年）の学制改革（六・三制の実施）によって新制中学校として発足した。2012年（平成24年）に創立65年を迎えた。
校歌
1956年（昭和31年）に制定。作詞は貞島米親、作曲は山口健作による。歌詞は2番まであり、両番に校名の「三会」が登場する。
校区
島原市の後に「稗田町、出平町、広高野町、出の川町、下宮町、大手原町、御手水町、三会町、亀の甲町、中原町、津吹町、長貫町、油堀町、寺中町、原口町、中野町、洗切町、礫石原町」が続く地域。
小学校区は島原市立三会小学校

## 沿革
- 1947年（昭和22年）
  - 4月1日 - 学制改革（六・三制の実施）が行われる。
    - 三会村国民学校の高等科と三会青年学校の普通科が改組され、新制中学校「三会村立三会中学校」が設置される。

  - 4月23日 - 開校式を挙行。三会小学校校舎1棟6教室を借用して授業を開始。運動場も小学校のものを共用。
    - 教室不足により、もともと8学級であったものを6学級に圧縮。小学校の1・2年において二部授業を行うなどの臨時措置がとられる。
- 1948年（昭和23年）
  - 3月31日 - 青年学校が廃止される。
  - 4月 - 10学級を8学級に圧縮。小学校1棟6教室および音楽室・裁縫室を仮校舎とする。
  - 5月17日 - 小中合同の父母と教師の会が発足。
  - 12月25日 - 新校舎の一部（1棟6教室）が完成。
- 1949年（昭和24年）
  - 1月8日 - 一部移転を完了。これにより小学校1・2年で行われていた二部授業が解消される。
  - 6月16日 - 父母と教師の会が後援会と統合され三会育友会（PTA）が発足。
- 1950年（昭和25年）
  - 5月5日 - 校章を制定。
  - 12月18日 - 新校舎2棟が完成。
- 1955年（昭和30年）4月1日 - 三会村が島原市に編入され「島原市立三会中学校」（現在名）となる。
- 1956年（昭和31年）4月19日 - 校歌を制定。
- 1959年（昭和34年）8月28日 - 中庭池が完成。
- 1963年（昭和38年）4月1日 - ブラスバンドを創設。
- 1965年（昭和40年）1月30日 - 技術科教室が完成。

## アクセス
最寄りの鉄道駅
- 島原鉄道 島原鉄道線 「三会駅」

最寄りのバス停
- 島鉄バス「津吹」

## 周辺
- 島原市立三会小学校
- 地蔵院
- 中原神社

## 関連事項
- 長崎県中学校一覧